# Алея Баш бунар
Алея „Баш бунар“ е парк, намиращ се в югоизточния край на Ловеч. Името означава Голям извор.
Алеята Баш Бунар е създадена под отвесните Невинска скала и Башбунарски скали. Алеята „Баш бунар“ следва извивките на реката по протежение на 2 км. Оформена е като парк, място за отдих на ловчанските граждани. Над нея са прокарани почти успоредно на източния бряг на р. Осъм асфалтов път преминаващ през Пресечената скала и железопътната линия Ловеч – Троян
Идеята за оформяне на алеята е на лесничея Никола Веденков (Василев) през 1908 г. Застлана е с трошенокаменна настилка. Едновременно са изградени Башбунарската чешма и чешма „Езерото“. През 1926 г. там е открита ВЕЦ „Баш бунар“. Връзката със старинния квартал Вароша е осигурена от пешеходен каменен мост. През 1930-те години алеята е наименувана Алея Бачо Кольо.
След построяването и откриването през 1948 г. на железопътната линия Ловеч – Троян алеята е реконструирана и благоустроена. Засадени са множество дървета от видовете люляк, липа, дъб, върба, както и иглолистни дървета и храсти. Построен е ресторант и открит плувен басейн. Пешеходната алея е асфалтирана.
През 1968 г. до Башбунарската чешма е поставена скулптурна фигура, изобразяваща момък, отпиващ вода от стомна на мома. Неин автор е скулпторът Борис Бъчев. През 1973 г. е издигнат бюст паметник на Никола Веденков. Автор е скулпторката Евдокия Балджиева.
Днес Алеята „Баш бунар“ с нейните чудни извивки, природа и прохлада е любимо място за отдих и развлечение на ловешките граждани.